# Veterinærsygeplejerske
En veterinærsygeplejerske eller dyresygeplejerske (også kaldet en veterinærtekniker eller dyretekniker) er en veterinærsundhedsuddannet sygeplejerske inden for veterinærsygepleje og veterinærsundhedspleje af dyr (herunder kæledyr).
Den engelske betegnelse for veterinærsygeplejerske er veterinary technician ("veterinærtekniker") eller veterinary nurse ("veterinærsygeplejerske").

## Veterinærsygeplejerskers erhverv
Størstedelen af veterinærsygeplejerskerne arbejder som veterinærteknikere og er således en del af det tekniske veterinærsygeplejepersonale på dyreklinikker og dyrehospitaler, hvor de – i samarbejde med veterinærsygehjælpere – fungerer som sekretærer, udfører basale sygepleje- og sundhedsplejeopgaver på dyr samt assisterer og bistår dyrlæger i forbindelse med undersøgelser, behandlinger, operationer og lignende.
Der er endvidere en del veterinærsygeplejersker ansat på Det Biovidenskabelige Fakultet ved Københavns Universitet, hvor man også finder overveterinærsygeplejersker, chefveterinærsygeplejersker, afdelingsveterinærsygeplejersker og ledende veterinærsygeplejersker. Ydermere kan dyresygeplejersker være beskæftiget med biologiske undersøgelser på laboratorier.
Nogle veterinærsygeplejersker arbejder som salgskonsulenter, der tager rundt på dyreklinikker og dyrehospitaler for at sælge foder samt diverse dyreartikler og -varer.
Andre dyresygeplejersker er selvstændige med egen klinik, hundesalon, kattepension eller lignende, hvor de f.eks. tilbyder feriepasning, træning eller forplejning af kæledyr.

## Uddannelsen til veterinærsygeplejerske
Uddannelsen til veterinærsygeplejerske er en teknisk-praktisk erhvervsuddannelse (EUD), der varer 4 år og 2 måneder. Langt størstedelen af uddannelsen foregår på den dyreklinik eller det dyrehospital, hvor man er i lære.
For at blive optaget på veterinærsygeplejeuddannelsen skal man dog først have gennemgået og afsluttet erhvervsuddannelsen til veterinærsygehjælper (dyresygehjælper), der varer 1 år og 11 måneder og som kan påbegyndes direkte efter folkeskolens afslutning i 9. klasse. Man skal ydermere også selv finde sig en læreplads.
Sammenlagt tager det således i alt 3 år og 2 måneder af blive veterinærsygeplejerske.
Udover selve mesterlæren er der undervejs i både veterinærsygepleje- og veterinærsygehjælperuddannelserne ilagt to kortere skoleperioder, som foregår på Kolding Tekniske Skole (Center for ErhvervsUddannelse – CEU Kolding), hvor også dyrepasseruddannelsen udbydes.
Veterinærsygeplejeelever (vsp-elever) modtager ca. 10.000,- kr. i elevløn pr. måned under uddannelsen. Hvert år bliver der optaget omkring 100 dyresygeplejeelever på uddannelsen, hvoraf 99 procent er kvinder og 1 procent mænd.

## Videreuddannelsen til fagveterinærsygeplejerske
Udlærte veterinærsygeplejersker med minimum 2 års erhvervserfaring i dyrepraksis har mulighed for at videreuddanne sig til fagveterinærsygeplejerske (fagdyresygeplejerske).
Fagveterinærsygeplejeuddannelsen er en nyere 2-årig videreuddannelse, hvor man specialiserer sig inden for området klinisk etologi hos hund og kat – dvs. adfærd hos hund og kat.
Efter endt uddannelse skal fagveterinærsygeplejersken i samarbejde med dyrlæger kunne deltage i implementering af løsningsmodeller over for dyreejere i forbindelse med rådgivning om adfærdsproblemer samt kunne stå for vejledning af familiedyreejere med hensyn til at forebygge adfærdsproblemer. 
Uddannelsen til fagveterinærsygeplejerske i klinisk etologi hos hund og kat er en privat uddannelse, der koster omkring 20.000,- kr. og udbydes af Veterinærsygeplejerskernes Landsklub og Den Danske Dyrlægeforening. Uddannelsen består af sammenlagt 5 ugers teoretisk kursusundervisning på CEU Kolding samt en række forskellige hjemmeopgaver og skriftlige projekter.

## Professionens historie og udvikling
Uddannelserne til dyresygehjælper og dyresygeplejerske så første gang dagens lys i Danmark i begyndelsen af 1960'erne, hvor Emdrup Dyrehospital og Dyrenes Beskyttelse i samarbejde startede et privat læreforløb.
I 1973 blev uddannelsesforløbet overtaget af Den Danske Dyrlægeforening, hvor eleverne begyndte af modtage fast undervisning i form af et ugentligt aftenskolekursus.
Efter tyve år (i 1993) aftalte Den Danske Dyrlægeforening og Dansk Funktionærforbund, at uddannelserne blev flyttet til den nuværende uddannelsesinstitution – Kolding Tekniske Skole (CEU Kolding).
I 2003 blev den første egentlige videreuddannelse for veterinærsygeplejersker mulig, idet fagveterinærsygeplejerskeuddannelsen blev oprettet. Indtil videre udbydes kun ét speciale på videreuddannelsen (klinisk etologi hos hund og kat). Planen er dog, at der med tiden skal oprettes andre specialer.

## Veterinærsygeplejerskernes fagforening
Veterinærsygeplejerskerne er samlet i fagforeningen Veterinærsygeplejerskernes Landsklub, som hører under Dansk Funktionærforbund og er medlem af LO.
I Danmark findes der knap 1.000 veterinærsygeplejersker.

## Veterinærsygeplejeløftet og autorisationsforhold
På samme måde som nyuddannede læge-, tandlæge- og dyrlægekandidater i Danmark aflægger henholdsvis lægeløftet, tandlægeløftet og dyrlægeløftet ved deres dimission, aflægger veterinærsygeplejersker i engelsktalende lande verden over følgende veterinærsygeplejeløfte – kaldet The Veterinary Technician's Oath:
| Citat | I solemnly dedicate myself to aiding animals and society by providing excellent care and services for animals, by alleviating animal suffering, and promoting public health. I accept my obligations to practice my profession conscientiously and with sensitivity, adhering to the profession's Code of Ethics, and furthering my knowledge and competence through a commitment to lifelong learning. | Citat |
|       | |       |

For at kunne arbejde som veterinærsygeplejerske i Danmark kræves en gyldig autorisation, som udstedes af Fødevarestyrelsen.

## Eksterne kilder, links og henvisninger
- UddannelsesGuidens information om uddannelsen som veterinærsygeplejerske Arkiveret 13. oktober 2007 hos  Wayback Machine
- UddannelsesGuidens information om arbejdet som veterinærsygeplejerske Arkiveret 13. oktober 2007 hos  Wayback Machine
- Veterinærsygeplejerskernes Landsklub
- Undervisningsministeriets bekendtgørelse af 29. februar 2008 om veterinærsygeplejeuddannelsen (bilag 8)
- Familie- og Forbrugerministeriets bekendtgørelse af 4. oktober 2007 om autorisation af veterinære teknikere
- Information om fagveterinærsygeplejeuddannelsen (Webside ikke længere tilgængelig)
- CEU Koldings information om veterinærsygeplejeuddannelsen (1) Arkiveret 28. september 2007 hos  Wayback Machine
- CEU Koldings information om veterinærsygeplejeuddannelsen (2) (Webside ikke længere tilgængelig)
- EUD-info.dk's information om veterinærsygeplejeuddannelsen Arkiveret 6. november 2007 hos  Wayback Machine
- Ti år med veterinærsygeplejersker, artikel i Dansk Veterinærtidsskrift af 1. december 2003 (Webside ikke længere tilgængelig)
- På skolebænken med levende hunde, artikel i HUNDEN nr. 5, maj 2007 (Webside ikke længere tilgængelig)
- Glimt fra en vsp-elevs hverdag på CEU Kolding – PowerPointpræsentation om veterinærsygeplejerskeuddannelsen (Webside ikke længere tilgængelig)

1. ↑  vspnet.dk: Fagveterinærsygeplejerske vedrørende klinisk etologi hos hund og kat  (Webside ikke længere tilgængelig)